# غرم تلاب (ماهرو)
غرم تلاب (بالفارسية: گرم تلاب) هي قرية تقع في إيران في قسم ماهرو الریفي. يقدر عدد سكانها بـ 24 نسمة بحسب إحصاء 2016.